# Wemmel
Wemmel is een plaats en faciliteitengemeente in de Belgische provincie Vlaams-Brabant. De gemeente telt ruim 18.000 inwoners. Binnen de gemeentegrenzen liggen geen andere kernen. De gemeente Wemmel ligt in de Vlaamse Rand en grenst aan de Brusselse deelgemeente Laken, de Brusselse gemeente Jette, aan Relegem (Asse), aan Hamme en Brussegem, deelgemeenten van Merchtem, aan Meise en ten slotte aan Strombeek-Bever (Grimbergen).
Wemmel maakt deel uit van het kanton Meise en de kieskring Vlaams-Brabant. Haar patroonheilige is Sint-Servaas. De inwoners van Wemmel zijn de Wemmelaars en het traditionele dialect is het Wemmels. Ongeveer de helft van de inwoners is Franstalig. De gemeente wordt gerekend tot de streek der Brabantse Kouters en is vergroeid met de Brusselse agglomeratie.

## Geschiedenis
De oorsprong van de huidige dorpskom ligt rondom de Sint-Servaaskerk waar de beste landbouwgrond te vinden was. Daar verjoegen de Franken omstreeks 370 de Romeinse overheersers die er zich reeds voor de 2de eeuw gevestigd hadden. De heerlijkheid Wemmel ressorteerde van oudsher onder het hertogdom Brabant.
Eén der eerste heren waarvan sprake in de dorpsgeschiedenis, was maarschalk Goswinus van Wembelne die leefde in het begin van de 12de eeuw. Zijn nageslacht bleef heersen over Wemmel tot op het einde van de 12de eeuw, toen Isabella van Wambelne trouwde met Aernout II van Kraainem. De heerlijkheid Wemmel werd een deel van het reeds grote bezit van de Kraainems. Uit dit edele geslacht sproten een aantal beroemde telgen, zoals Aernout III, die sneuvelde in de Guldensporenslag bij Kortrijk aan de zijde van de Lelieaards. Zijn zoon Leo was een handig diplomaat die in 1336 de vrede mede ondertekende tussen de hertog van Brabant en de graaf van Vlaanderen in de twist omtrent de heerlijkheid Mechelen.
Leo’s kleindochter huwde met Gyselbrecht Taye, heer van Elewijt, en opnieuw kreeg Wemmel een andere heerser, die behoorde tot de bekende Brusselse Coudenbergh-familie. Zij zouden de heerlijkheid Wemmel besturen tot 1792.
Intussen was Wemmel eerst tot baronie, later tot markgraafschap verheven. Juridisch viel dit markgraafschap binnen de meierij van Merchtem, in het kwartier van Brussel. Door huwelijk met één der laatste vrouwelijke erfgenamen van de Tayes verwierf Jan-Antoon Van der Noot de titel. Zijn familieleden zouden later een beslissende rol spelen in de Brabantse omwenteling.
Na de annexatie bij Frankrijk werd Wemmel als gemeente bij het kanton Grimbergen van het Dijledepartement ingedeeld.
In 1838 werden alle familiebezittingen in Wemmel verkocht aan de graaf Willem Bernard de Limburg-Stirum, die burgemeester was geworden. Twee van zijn dochters bleven tot 1926 op het kasteel wonen. Hun erfgenamen schonken het kasteel daarna aan de gemeente dat vanaf toen dienstdoet als gemeentehuis. Het werd volledig gerenoveerd in 1992-1993.

## Geografie

### Hydrografie
Wemmel wordt bevloeid door drie beken:
- De Amelvonnebeek (soms ook Amelvonnesbeek) is een beek die behoort tot het stroomgebied van de Schelde. De Amelvonnebeek ontspringt te Relegem-Asse en stroomt via Hamme-Merchtem naar Wemmel en vormt daar de grens tussen Wemmel en Hamme. Verder ligt zij precies op de gemeentegrens tussen Wemmel en Meise. Ter hoogte van de Amelgemmolen verlaat deze beek het Wemmels grondgebied om dan dwars door de Plantentuin in Meise verder naar Grimbergen te stromen waar zij uitmondt in de Maalbeek.
- De Maalbeek ontspringt in Asse-Kobbegem stroomt naar Relegem en komt ter hoogte van het einde van de Motte Wemmel binnen. Zij volgt het tracé van de Tennisdreef, de Maalbeeklaan, de Vanden Broeckstraat en stroomt dan verder via het Beverbos richting Grimbergen.

### Topografie
Wemmel heeft een heuvelachtig karakter; het reliëf wordt grotendeels bepaald door drie heuvelruggen die de gemeente van west naar oost doorkruisen: de Windberg, de Obberg en de hoogte aan de Romeinse steenweg, die tevens de grens met het Brussels Hoofdstedelijk Gewest (Jette en Laken), vormt.

## Demografische ontwikkeling
- Bronnen:NIS, Opm:1831 tot en met 1981=volkstellingen; 1990 en later= inwonertal op 1 januari

| Inwoners van jaar tot jaar op 1 januari 1992 tot heden | Inwoners van jaar tot jaar op 1 januari 1992 tot heden | Inwoners van jaar tot jaar op 1 januari 1992 tot heden |
| jaar                                                   | Aantal                                                 | Evolutie: 1992=index 100                               |
| ------------------------------------------------------ | ------------------------------------------------------ | ------------------------------------------------------ |
| 1992                                                   | 13.863                                                 | 100,0                                                  |
| 1993                                                   | 13.866                                                 | 100,0                                                  |
| 1994                                                   | 13.796                                                 | 99,5                                                   |
| 1995                                                   | 13.761                                                 | 99,3                                                   |
| 1996                                                   | 13.738                                                 | 99,1                                                   |
| 1997                                                   | 13.773                                                 | 99,4                                                   |
| 1998                                                   | 13.824                                                 | 99,7                                                   |
| 1999                                                   | 13.872                                                 | 100,1                                                  |
| 2000                                                   | 13.932                                                 | 100,5                                                  |
| 2001                                                   | 14.066                                                 | 101,5                                                  |
| 2002                                                   | 14.256                                                 | 102,8                                                  |
| 2003                                                   | 14.308                                                 | 103,2                                                  |
| 2004                                                   | 14.499                                                 | 104,6                                                  |
| 2005                                                   | 14.645                                                 | 105,6                                                  |
| 2006                                                   | 14.774                                                 | 106,6                                                  |
| 2007                                                   | 14.996                                                 | 108,2                                                  |
| 2008                                                   | 14.904                                                 | 107,5                                                  |
| 2009                                                   | 15.026                                                 | 108,4                                                  |
| 2010                                                   | 15.156                                                 | 109,3                                                  |
| 2011                                                   | 15.288                                                 | 110,3                                                  |
| 2012                                                   | 15.341                                                 | 110,7                                                  |
| 2013                                                   | 15.507                                                 | 111,9                                                  |
| 2014                                                   | 15.586                                                 | 112,4                                                  |
| 2015                                                   | 15.721                                                 | 113,4                                                  |
| 2016                                                   | 16.059                                                 | 115,8                                                  |
| 2017                                                   | 16.130                                                 | 116,4                                                  |
| 2018                                                   | 16.347                                                 | 117,9                                                  |
| 2019                                                   | 16.491                                                 | 119,0                                                  |
| 2020                                                   | 16.814                                                 | 121,3                                                  |
| 2021                                                   | 17.013                                                 | 122,7                                                  |
| 2022                                                   | 17.182                                                 | 123,9                                                  |
| 2023                                                   | 17.743                                                 | 128,0                                                  |
| 2024                                                   | 18.179                                                 | 131,1                                                  |
| 2025                                                   | 18.292                                                 | 131,9                                                  |

## Bezienswaardigheden
- De Sint-Servaaskerk met zijn sterke toren (13e eeuw)
- De Sint-Engelbertuskerk
- De Laermansmuur[4]
- De oude Pastorij (17de eeuw)
- Het Kasteel van Wemmel, later ook gemeentehuis[5] (17e-18e eeuw)
- De Amelgemmolen
- Het Hooghuis
- De Zandloper[6], opgebouwd als een Brabantse vierkantshoeve
- De banbrouwerij de Kam[7] (eerste helft van de 18de eeuw)

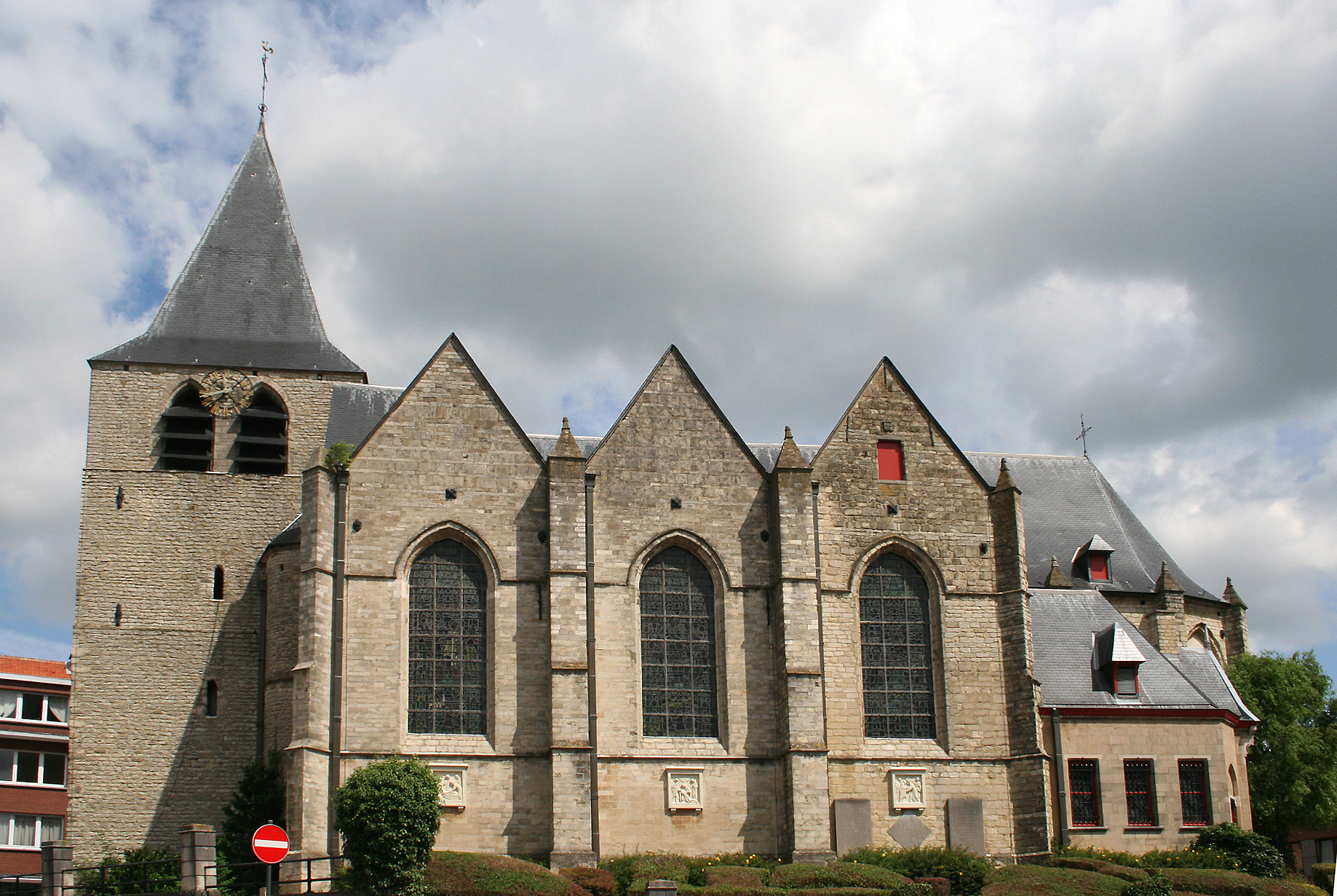
Sint-Servaaskerk
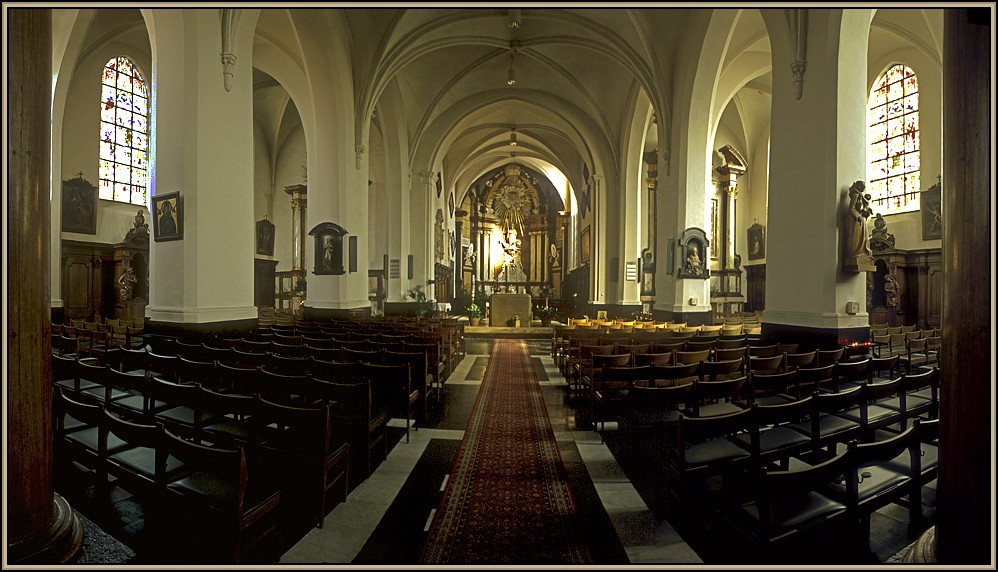
Interieur van de Sint-Servaaskerk
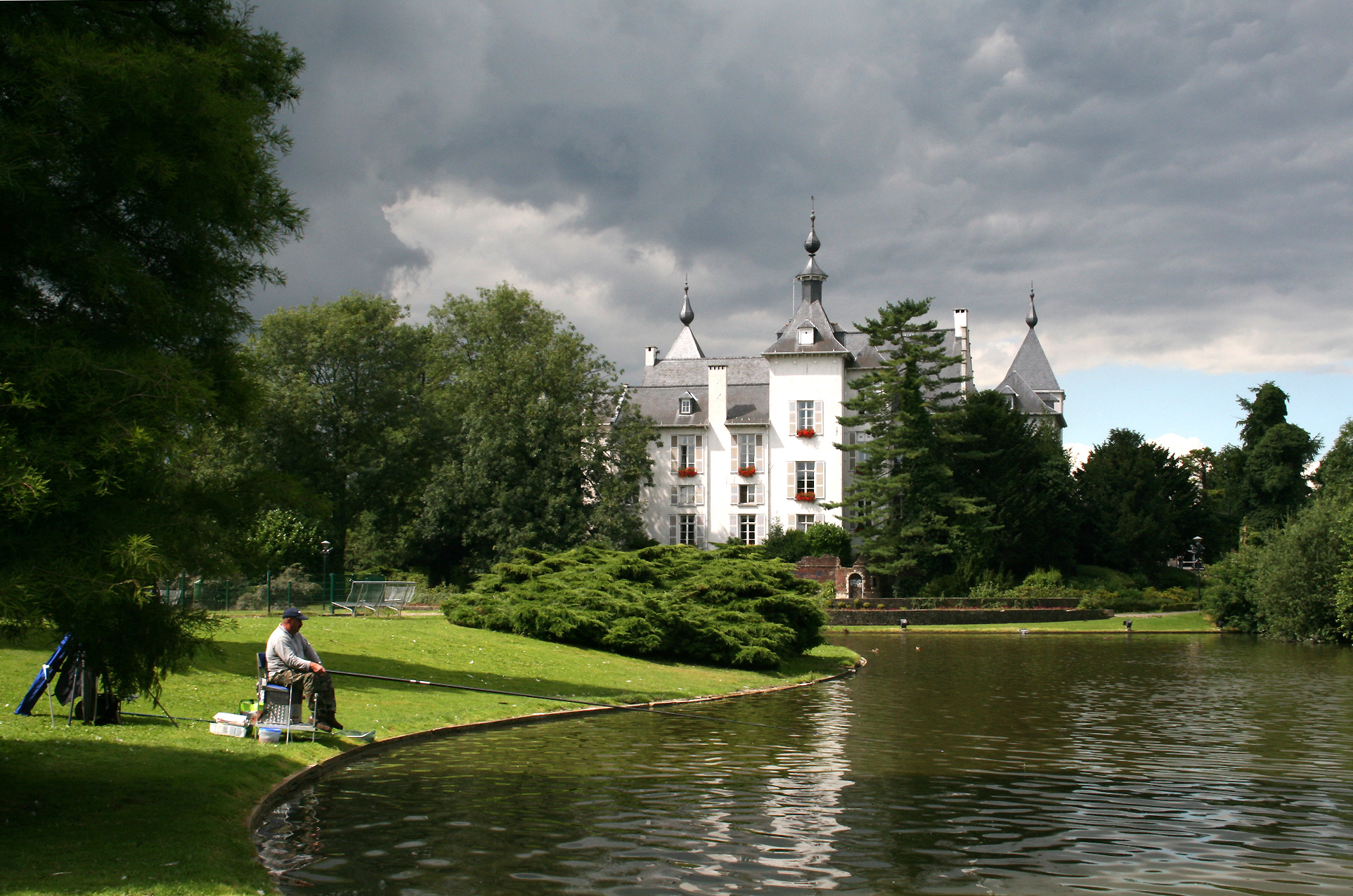
Kasteel - Gemeentehuis

## Natuur, landschap en milieu
Wemmel behoort tot het Brabants Plateau. De gemeente wordt gevormd door een grillige dubbele heuvelrug, de Hasseltberg (ook Asselenberg of Windberg) in het noorden en noordwesten (hoogste punt 72 m) en de Keienberg (hoogste punt 80 m) in het zuiden. De dorpskern situeert zich in het tussenliggende dal dat zich uitstrekt van het westen (hoogste punt 40 m) naar het noordoosten (grens, 30 m) waarin ook de Land- of Maalbeek langzaam afdaalt.

### Natuurgebieden
- het Beverbos
- het Hollandbos
- het Laarbeekbos
- de Wemmelse Motte
- de Plantentuin Meise

## Cultuur

### Uitgaan
- GC de Zandloper is een van de zeven gemeenschapscentra van vzw De Rand. Deze vzw werd opgericht bij decreet met als doel het Nederlandstalig karakter van de Vlaamse rand rond Brussel te ondersteunen. Het Gemeenschapscentrum heeft tot missie bij te dragen tot de groei van een open en verdraagzame leefgemeenschap, die het Vlaamse karakter van de Vlaamse Rand respecteert, uitstraalt en dus versterkt. Het GC De Zandloper ondersteunt het plaatselijk verenigingsleven en biedt een kwaliteitsvolle culturele programmering aan die ook erg aantrekkelijk is voor de talrijke internationale en anderstalige inwoners van de rand.

### Evenementen
- Lentekermis, weekend na de feestdag van Sint-Servaas (13 mei).
- Halfoogstkermis en jaarmarkt de 1ste maandag na Maria-Tenhemelopneming.

## Geschiedenis van de parochie
De parochie Wemmel ressorteerde tot 1559 onder het bisdom Kamerijk. In de late Middeleeuwen maakte het eerst deel uit van het aartsdiaconaat Brabant, dan van het aartsdiaconaat Brussel, waartoe naast Brussel zelf ook Asse en Aalst behoorden. De oorsprong van de parochie is te plaatsen tussen de IXde en de XIde eeuw volgens R. Dessaer in zijn publicatie uit 1945 “Wemmel - Uitstekende Brabantsche Hoek”. In 1132 werd van Wamblinis ook Wamblen of Wembelne melding gemaakt als centrale parochie waartoe ook behoorden: Sint-Agatha-Berchem, Ramsdonk en Relegem.
De bisschop van Kamerijk, Liethard, stelde Wemmel onder geestelijk beleid van de jonge abdij van Grimbergen. De norbertijnen, die energieke betwisters waren van de vervalsing van de christelijke leer, stelden hier een andere ketterbevechter, Sint-Servaas, tot patroonheilige der parochie aan. Op 16 augustus 1663 vond de wijding van de dorpskerk plaats met toewijding aan Sint-Servaas. Dit was meteen de datum van het ontstaan van de kermis en jaarmarkt. Wemmel was op geestelijk gebied geheel schatplichtig aan de abdij van Grimbergen. Het merendeel van de pastoors waren paters Norbertijnen waarvan er meerdere nadien tot abt van de abdij van Grimbergen werden verkozen.
Door de toenemende verstedelijking werd in 1936 overgegaan tot het oprichten van een hulpparochie met een kapel toegewijd aan Sint-Engelbertus gelegen aan de J. De Ridderlaan.

## Mobiliteit

### Openbaar vervoer
Verschillende buslijnen van de vervoersmaatschappij De Lijn verbinden de gemeente met haar buurgemeenten en Brussel. Met name:
- Lijn R10 (UZ Brussel – Halle) - langs Steenweg op Brussel
- Lijn R20 (UZ Brussel – Luchthaven Zaventem) - langs Romeinsesteenweg
- Lijn R40 (Brussel Noord – Wemmel Markt) - langs de Limburg Stirumlaan
- Lijn R41 (Brussel Noord – Drijpikkel) - langs De Limburg Stirumlaan
- Lijn R45 (Brussel Noord – Dendermonde) - langs Steenweg op Brussel

### Wegennet
Verschillende gewestwegen en autostrades doen de gemeente aan:
- De Brusselse Ring R0, met afritten 8 en 9 op Wemmels grondgebied.
- De A12 met op- en afritten op de N276 en N277, grondgebied Meise en Strombeek
- De N277 Brussel-Wolvertem (parallelweg A12) aansluiting ter hoogte van de Drypikkel
- De gewestweg Brussel-Merchtem
- De Romeinsesteenweg die de grens vormt tussen Wemmel en Laken/Jette
- De lokale weg van Strombeek-Drypikkel naar Zellik (Robbrechtstraat)
- De lokale weg vanuit het centrum van Wemmel naar Laken/Brussel (Limburg-Stirumlaan)

### Wandel- en fietsroutes
Wemmel wordt doorkruist door verscheidene fiets-en wandelroutes:
- De Laermans wandeling (9 km)
- Wandeling van Meise/Drypikkel naar Relegem (6,4 km)
- De Taye fietsroute (Wemmel-Meise-Grimbergen- Wemmel-37 km)

## Politiek

### Lijst van burgemeesters[8]
| Naam                              | Duur mandaat          | Politieke partij       |
| --------------------------------- | --------------------- | ---------------------- |
| Hendrik Coosemans (meyer)         | 1826-1830             |                        |
| Graaf Amédée de Beauffort         | 1831-1848             |                        |
| Hendrik Coosemans                 | 1848-1853             |                        |
| Louis Rampelberg                  | 1853-1854             |                        |
| Henri Van Lint                    | 1855-1866             |                        |
| Graaf Leopold de Beauffort        | 1867-1881             |                        |
| Pierre De Vleminck                | 1882-1887             |                        |
| Graaf Engelbert de Limburg Stirum | 1888-1907             |                        |
| Charles De Raedemaeker            | 1908-1921             |                        |
| Hilaire Follet                    | 1921-1938             |                        |
| Jan Thyssen                       | 1938-1939             |                        |
| Remi Balcaen                      | 1939-25/05/1939       |                        |
| François Thomas                   | 26/05/1939-02/10/1939 |                        |
| Henri De Keersmaeker              | 03/10/1939-08/07/1940 |                        |
| François Thomas                   | 09/07/1940-1947       |                        |
| Henri De Keersmaeker              | 1947-1964             |                        |
| Jozef Geurts                      | 1965-2000             |                        |
| Marcel Van Langenhove             | 2001-2010             |                        |
| Christian Andries                 | 2010-2012             |                        |
| Walter Vansteenkiste              | 2013-heden            | W.E.M.M.E.L./LB Wemmel |

### Schepencollege 2024-2030
- burgemeester: Walter Vansteenkiste (LB Wemmel)
- eerste schepen: Erwin Ollivier (LB Wemmel)
- tweede schepen: Roger Mertens (IC-GB)
- derde schepen: Raf De Visscher (LB Wemmel)
- vierde schepen: Christian Andries (Wemmel Plus!)
- vijfde schepen: Marc Joseph (LB Wemmel)

### Politieke situatie
Wemmel is een Nederlandstalige gemeente met taalfaciliteiten voor Franstaligen. Omdat bij de laatste volks- en talentelling het aandeel Franstaligen boven de 30 % lag, werden na de vastlegging van de taalgrens faciliteiten ingesteld voor de Franstalige minderheid. Wemmel is vermoedelijk de enige van de zes faciliteitengemeenten in de Brusselse Rand waar Franstaligen geen (duidelijke) meerderheid vormen.

#### Gemeenteraadsverkiezingen van 2006
Het politieke landschap, dat reeds decennialang werd beheerst door de tweetalige Lijst van de Burgemeester (LB), werd bij de verkiezingen van 2006 grondig door elkaar geschud. Wemmel kreeg voor het eerst een aparte Franstalige lijst (Intérêts communaux, IC), die zes zetels haalde in de gemeenteraad. Hierdoor verloor de LB haar gebruikelijke absolute meerderheid en kreeg de gemeente af te rekenen met zware politieke onderhandelingen.
Dat de LB een bijzonder delicate keuze diende te maken tussen een Franstalige en een Vlaamse lijst (W.E.M.M.E.L.) vergemakkelijkte de zaken uiteraard niet. Het was dan ook niet verwonderlijk dat in Wemmel de burgemeestersstoel zelfs op de installatievergadering van 2 januari 2007 nog niet bezet was. Uiteindelijk werd dan toch een akkoord bereikt, waarbij uittredend burgemeester Marcel Van Langenhove nog drie jaar op post zou blijven, alvorens de fakkel door te geven aan eerste schepen Christian Andries.
Na de gemeenteraadsverkiezingen van 8 oktober 2006 werd maandenlang tevergeefs onderhandeld om een coalitie te vormen. Uiteindelijk werd de akte van burgemeesterschap voorgelegd ter ondertekening aan alle democratisch verkozen raadsleden en 15 leden daarvan ondertekenden deze akte (L.B. en Kartel Wemmel). Beide partijen legden er de nadruk op dat deze voordracht van burgemeesterschap niet inhoudt dat er een coalitie of samenwerkingsakkoord bestaat. Dit betekent dat voor elk dossier een meerderheid op de gemeenteraad zelf moet gevonden worden.

#### Gemeenteraadsverkiezingen van 2012
Na de verkiezingen van 2012 duurde het in Wemmel verschillende maanden vooraleer er een burgemeester en schepencollege konden worden samengesteld. Van de 25 te verdelen gemeenteraadszetels behaalde de Franstalige Lijst van de Burgemeester (LB) en Vlaamse eenheidslijst W.E.M.M.E.L. er elk 12. DéFi (op dat ogenblik nog FDF) behaalde de resterende zetel. Uiteindelijk vormde WEMMEL met enkele LB-verkozenen een meerderheid en werd Walter Vansteenkiste (WEMMEL) voorgedragen als burgemeester.

#### Gemeenteraadsverkiezingen van 2018
In 2018 behaalde de Vlaamse Lijst Burgemeester Wemmel van Walter Vansteenkiste (1790 voorkeurstemmen) net als in 2012 12 zetels. Wemmel Plus! van oud-burgemeester Chris Andries haalde 7 zetels en het Franstalige Intérêts Communaux haalde 6 zetels. LB Wemmel en Wemmel Plus! vormden een coalitie en Walter Vansteenkiste bleef burgemeester.

#### Gemeenteraadsverkiezingen van 2024
De Vlaamse Lijst Burgemeester Wemmel bleef de grootste partij met 11 zetels. Het tweetalige IC-GB behaalde 7 zetels, net als Wemmel Plus!. LB Wemmel en IC-GB vormden een coalitie en Walter Vansteenkiste werd opnieuw voorgedragen als burgemeester.

### Gemeenteraad
De gemeenteraad bestond van 2006 tot 2012 uit 23 leden:
- L.B. (Lijst van de Burgemeester, tweetalige lijst Open Vld-MR) - 11 zetels
- Intérêts Communaux (Franstalige kartellijst met cdH, PS, FDF en Ecolo) - 6 zetels
- W.E.M.M.E.L. (Vlaamse kartellijst met CD&V, sp.a, N-VA en Groen) - 5 zetels
- Vlaams Belang - 1 zetel

Bij de verkiezingen in 2012 kwamen opnieuw vier lijsten op, ditmaal alle eentalig.
- W.E.M.M.E.L. (Vlaamse kartellijst met CD&V, Open Vld, N-VA en Groen)
- L.B. (Lijst van de Burgemeester, Franstalige kartellijst met MR, cdH, PS en Ecolo)
- Vlaams Belang
- Union des Francophones (FDF)

### Resultaten gemeenteraadsverkiezingen sinds 1976
| Partij               | Partij                            | 10-10-1976 | 10-10-1976 | 10-10-1982 | 10-10-1982 | 9-10-1988 | 9-10-1988 | 9-10-1994 | 9-10-1994 | 8-10-2000 | 8-10-2000 | 8-10-2006 | 8-10-2006 | 14-10-2012 | 14-10-2012 | 14-10-2018 | 14-10-2018 | 13-10-2024 | 13-10-2024 |
| Stemmen / Zetels     | Stemmen / Zetels                  | %          | 23         | %          | 23         | %         | 23        | %         | 23        | %         | 23        | %         | 23        | %          | 25         | %          | 25         | %          | 25         |
| -------------------- | --------------------------------- | ---------- | ---------- | ---------- | ---------- | --------- | --------- | --------- | --------- | --------- | --------- | --------- | --------- | ---------- | ---------- | ---------- | ---------- | ---------- | ---------- |
|                      | FDF1/ UF2                         | -          |            | -          |            | -         |           | 10,631    | 2         | -         |           | 25,17E    | 6         | 8,892      | 1          | 25,4E      | 6          | 28,7F      | 7          |
|                      | Intérêts CommunauxE / IC-GBF      | -          |            | -          |            | -         |           | -         |           | -         |           | 25,17E    | 6         | 44,19A     | 12         | 25,4E      | 6          | 28,7F      | 7          |
|                      | LBA/ Wemmel Plus!B                | 52,94A     | 15         | 53,09A     | 14         | 61,41A    | 16        | 51,56A    | 16        | 61,15A    | 17        | 43,41A    | 11        | 44,19A     | 12         | 27,3B      | 7          | 28,2B      | 7          |
|                      | PVV1/ LW2                         | 6,451      | 0          | -          |            | -         |           | 10,762    | 2         | -         |           | 43,41A    | 11        | 43,35C     | 12         | -          |            | -          |            |
|                      | CVP1 W.E.M.M.E.L.C / LB WemmelD   | 19,421     | 4          | 33,14C     | 8          | 31,35C    | 7         | 10,561    | 2         | 23,73C    | 5         | 21,93C    | 5         | 43,35C     | 12         | 47,3D      | 12         | 43,0D      | 11         |
|                      | VU                                | 14,00      | 3          | -          |            | -         |           | 6,34      | 1         | -         |           | 21,93C    | 5         | 43,35C     | 12         | 47,3D      | 12         | 43,0D      | 11         |
|                      | Agalev                            | -          |            | 3,82       | 0          | 3,14      | 0         | 4,8       | 0         | 6,28      | 0         | 21,93C    | 5         | 43,35C     | 12         | 47,3D      | 12         | 43,0D      | 11         |
|                      | PS-SP1/ SP2                       | 7,181      | 1          | -          |            | 4,092     | 0         | -         |           | -         |           | 21,93C    | 5         | -          |            | -          |            | -          |            |
|                      | Solidarité Wemmel (PSC-FDF-SP-PS) | -          |            | 7,21       | 1          | -         |           | -         |           | -         |           | -         |           | -          |            | -          |            | -          |            |
|                      | Vlaams Blok1/Vlaams Belang2       | -          |            | -          |            | -         |           | 4,321     | 0         | 7,311     | 1         | 9,492     | 1         | 3,062      | 0          | -          |            | -          |            |
| Anderen(*)           | Anderen(*)                        | -          |            | 2,73       | 0          | -         |           | 1,03      | 0         | 1,54      | 0         | -         |           | 0,51       | 0          | -          |            | -          |            |
| Totaal stemmen       | Totaal stemmen                    | 8901       | 8901       | 9541       | 9541       | 9483      | 9483      | 9275      | 9275      | 9254      | 9254      | 9814      | 9814      | 9013       | 9013       | 9724       | 9724       | 6364       | 6364       |
| Opkomst %            | Opkomst %                         |            |            |            |            | 90,92     | 90,92     | 89,73     | 89,73     | 88,34     | 88,34     | 91,4      | 91,4      | 87,09      | 87,09      | 87,9       | 87,9       | 55,1       | 55,1       |
| Blanco en ongeldig % | Blanco en ongeldig %              | 2,11       | 2,11       | 2,91       | 2,91       | 4,65      | 4,65      | 3,82      | 3,82      | 4,35      | 4,35      | 4,56      | 4,56      | 5,0        | 5,0        | 7,8        | 7,8        | 5,1        | 5,1        |

De zetels van de gevormde meerderheid staan vetjes afgedrukt.
(*) 1982: RAD (2,73%) / 1994: Vlaamse Volkspartij (0,68%), ROSSEM (0,35%) / 2000: L.B.W.L. (1,54%) / 2012: VDB (0,51%)

## Onderwijs

### Kleuter- en lager onderwijs
- Nederlandstalige basisschool[13] (kleuter en basisonderwijs) J. Vanden Broeckstraat 29
- Franstalig basisonderwijs (kleuterschool en lagere school) Prins Boudewijnlaan 15 en Winkel 56
- Sint-Jozefschool[14] (kleuter en basisonderwijs) Kaasmarkt 38
- Mater Dei[15] (basisschool) Zalighedenlaan 16
  - Lagere School voor Buitengewoon Onderwijs - De Eekhoorn[16] Is. Meyskensstraat 75

### Secundair Onderwijs
GO! Campus Wemmel omvattende: ASO, TSO (sport, toerisme en voeding) Zijp 14-16

### Deeltijds Kunstonderwijs
- Academie voor muziek, woord en dans (in de oude pastorij) Folletlaan

## Bekende Wemmelaars
- Roger M.J. De Neef, dichter, journalist en essayist
- Marleen Gordts, voormalig VRT-presentatrice van o.a ‘De Gouden Bertjes’
- Romelu Lukaku, voetballer
- Sebastiaan Bornauw, voetballer
- Lize Marke, zangeres
- Nicole en Hugo, showbizzkoppel
- Nico Verdonck, autoracer
- Johan Verminnen, chansonnier

## Partnerdorpen
- Faymonville: In het najaar van 1944 werd het plaatsje Faymonville in de Oostkantons zwaar getroffen door oorlogsgeschut. Het front liep dwars door het dorp en meer dan tachtig procent van de huizen werd vernield. Toen de situatie onhoudbaar werd, besloot men om de dorpsbewoners te evacueren.

Wemmel, Brussegem, Hamme en Relegem stonden meteen klaar om kinderen op te vangen, sindsdien is tussen de bewoners van deze dorpen een hechte band ontstaan. Kort na de oorlog besloot Faymonville uit dankbaarheid om een straat en een plein naar Wemmel te noemen. De vriendschapsbanden zijn aangehaald en benadrukt door de rotonde nabij het begin van de Brusselsesteenweg als “Faymonvillesquare” te betitelen. De gemeente Faymonville schonk hierbij een aantal enorme rotsblokken afkomstig uit plaatselijke steengroeven die deze rotonde sieren. Deze veelvuldige vriendschapsbanden tussen beide gemeenten werd nog niet bekrachtigd door een jumelage.
- Villers-lès-Nancy: Er bestaan vriendschapsbanden en er zijn diverse uitwisselingen tussen Wemmel en deze gemeente in Frankrijk ter voorbereiding van een jumelage.

## Nabijgelegen kernen
Meise, Oppem, Hamme, Relegem, Strombeek-Bever, Laken